# Тамара Ечегоєн
Тамара Ечегоєн  (ісп. Támara Echegoyen, 17 лютого 1984) — іспанська яхтсменка, олімпійка.

## Виступи на Олімпіадах
| Олімпіада   | Дисципліна       | Місце |
| ----------- | ---------------- | ----- |
| Лондон 2012 | клас Елліотт 6 м | 1     |